# دووبراوتشیتسه
دووبراوتشیتسه (به چکی: Doubravčice) یک منطقهٔ مسکونی در جمهوری چک است که در ناحیه کولین واقع شده‌است. دووبراوتشیتسه ۹٫۱۷ کیلومتر مربع مساحت و ۴۶۲ نفر جمعیت دارد و ۳۱۵ متر بالاتر از سطح دریا واقع شده‌است.